# Epta Piges
Die Epta Piges (griechisch Επτά Πηγές [ɛpˈta piˈʝɛs], auch Efta Piges Εφτά Πηγές ‚Sieben Quellen‘) sind ein kleines Feuchtgebiet bei Archangelos im Osten der griechischen Insel Rhodos und ein beliebtes Ausflugsziel.

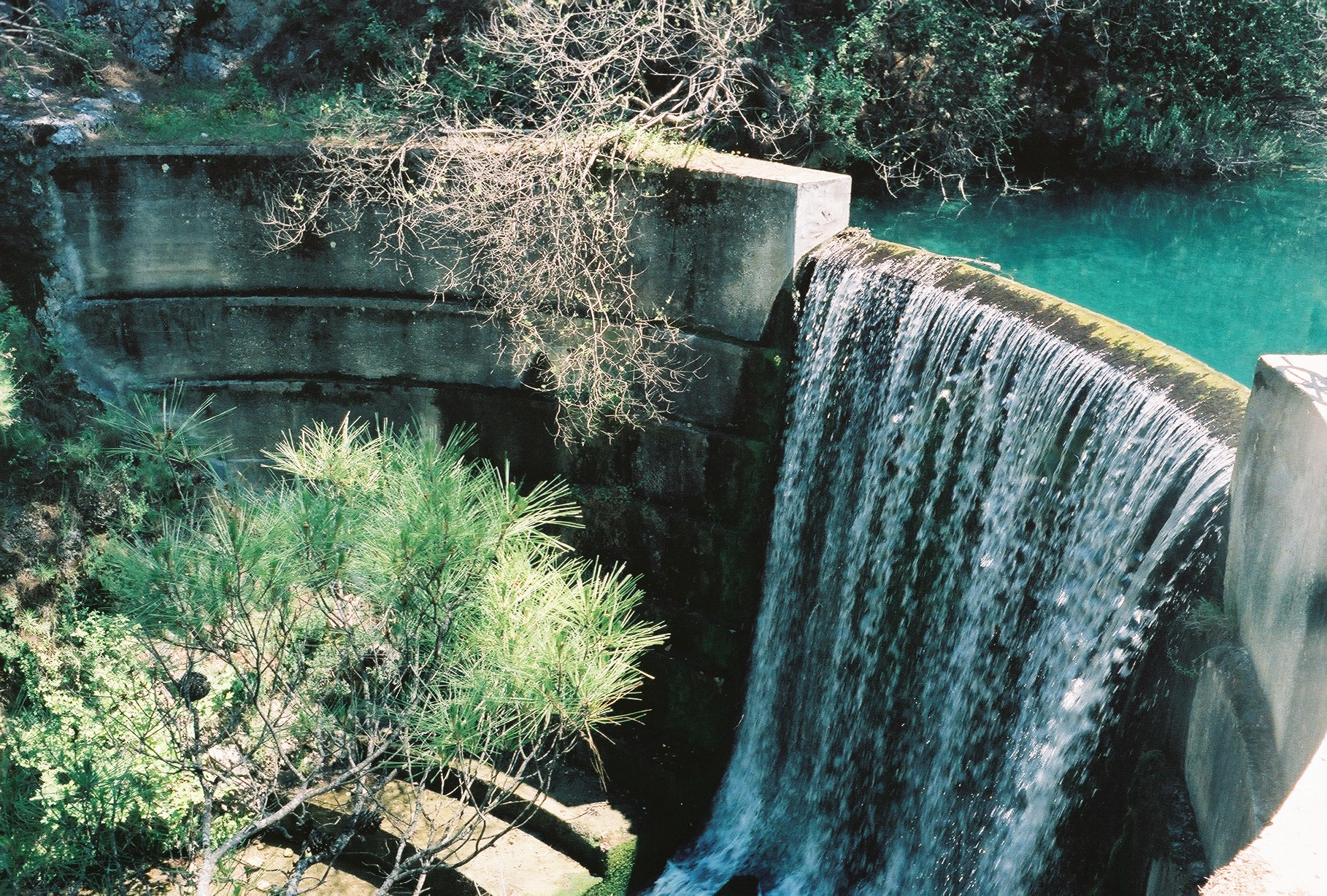
Staumauer mit Überlauf

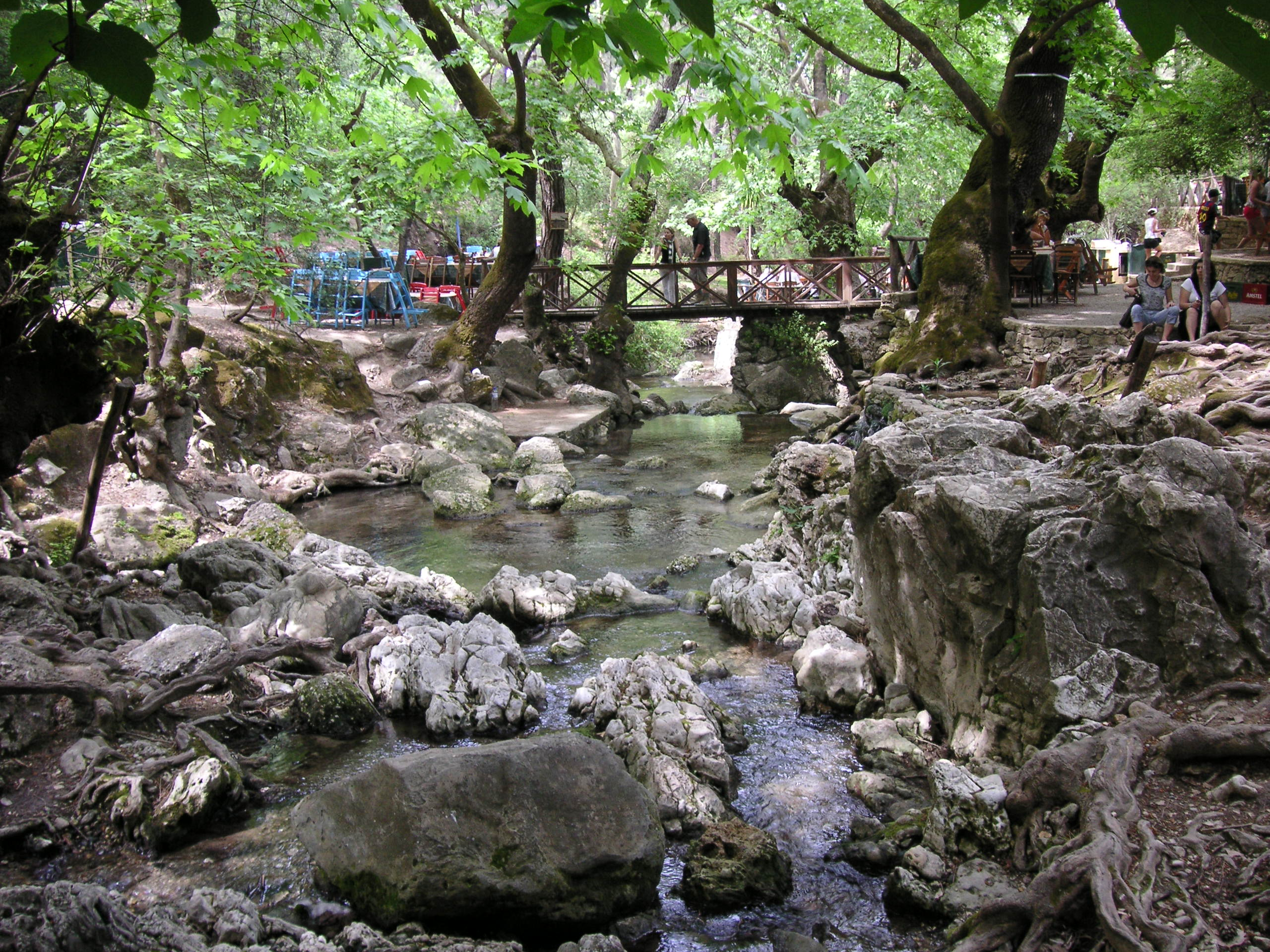

Die Epta Piges sind in einem Waldgebiet im Inselinneren von Rhodos zwischen Archipoli und dem Küstenort Kolymbia gelegen. Das Quellwasser der Epta Piges vereint sich zu einem kleinen Bach, der etwas weiter nördlich in den Trockenbach Loutanis (Ρέμα Λουτάνης) mündet. Die weitere Umgebung ist im NATURA 2000-Netzwerk unter den Sommergrünen mediterranen Laubwäldern als FFH-Lebensraumtyp Wälder mit Platanus orientalis und Liquidambar orientalis klassifiziert. Weitere Pflanzenarten sind Mönchspfeffer sowie verschiedene Weiden- und Kiefernarten. Zusätzlich liegen die Epta Piges in größeren Gebieten, die nach der Vogelschutzrichtlinie und als Gebiet von gemeinschaftlicher Bedeutung ausgewiesen sind.
In den Gewässern findet sich der Ghizani (γκιζάνι, Ladigesocypris ghigii), eine auf Rhodos endemische Art der Karpfenfische, die als gefährdetste Fischart Europas gilt. Aus der näheren Umgebung sind als Amphibien- und Reptilienarten die Agame Hardun, die Skinkart Goldmabuye sowie die Eidechsen Europäisches Schlangenauge, Westliche Riesensmaragdeidechse und die Südwestanatolische Eidechse nachgewiesen.
Zu Beginn der 1930er Jahre wurde durch die italienische Besatzung ein Bewässerungssystem für die Felder und Zitruskulturen des neu gegründeten Musterdorfs San Benedetto in der Ebene von Kolymbia angelegt. Das Quellwasser der Epta Piges wurde durch einen begehbaren Tunnel einem Stausee zugeleitet und in einen offenen Wasserlauf eingespeist. Reste des Wasserlaufs sind neben der Eukalyptus-Allee von Kolymbia noch erhalten.
Bei Feriengästen und Einheimischen zählt Epta Piges im Sommer wegen der Natur und der angenehmen Frische zu den beliebtesten Ausflugszielen auf Rhodos. Unmittelbar bei den Quellen wird eine Taverne betrieben.